# Kai-Uwe Ricke

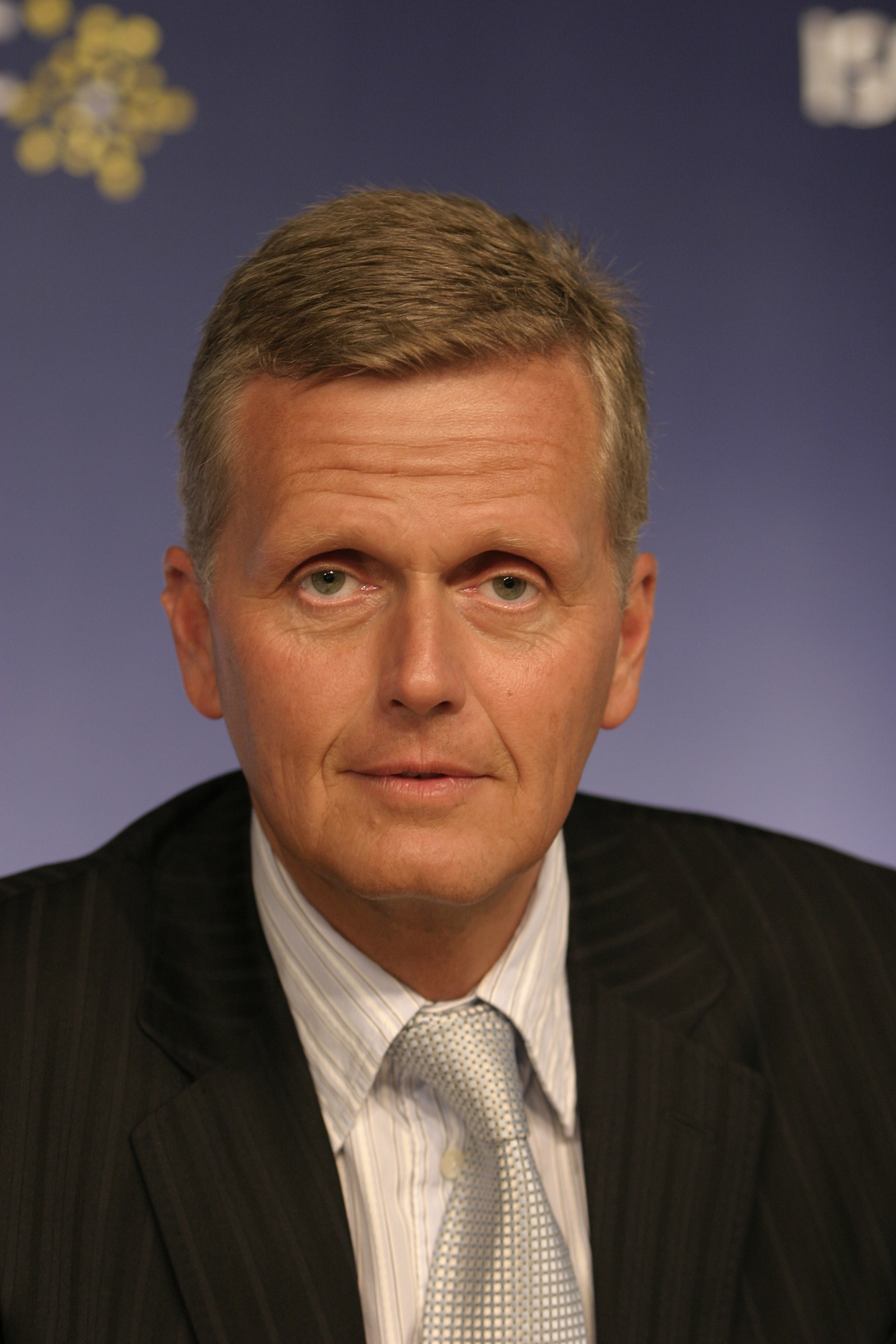
Kai-Uwe Ricke

Kai-Uwe Ricke (* 29. Oktober 1961 in Krefeld) ist ein deutscher Geschäftsführer und Vorstandsvorsitzender. Er war vom 15. November 2002 bis zum 13. November 2006 Vorstandsvorsitzender der Deutschen Telekom AG. Er wurde am 20. Februar 2008 zum Aufsichtsratsmitglied der United Internet AG bestellt. Seit 2010 ist er Executive Chairman des Boards von Delta Partners, einer Investment- und Beratungsgesellschaft, spezialisiert auf Telekommunikation in Entwicklungs- und Schwellenländern, mit Hauptsitz in Dubai.

## Leben
Im Jahre 1981 nahm er nach dem Abitur am Gymnasium am Moltkeplatz zu Krefeld eine Ausbildung zum Bankkaufmann auf, der ein Studium an der EBS Universität für Wirtschaft und Recht in Oestrich-Winkel folgte.
Danach war er Vorstandsassistent bei der Bertelsmann AG in Gütersloh und Leiter der Abteilungen Vertrieb und Marketing der Bertelsmann-Tochter Scandinavian Music Club AG in Malmö, Schweden. Von 1990 bis Juni 1995 war Ricke Geschäftsführer der Talkline Verwaltungsgesellschaft mbH und der Talkline PS Phone Service GmbH, Elmshorn und von Juli 1995 bis Dezember 1997 Vorstand und Sprecher der Geschäftsführung der Talkline GmbH.
Im Januar 1998 wurde Ricke zum Vorstand der Geschäftsführung der damaligen DeTeMobil Deutsche Telekom MobilNet GmbH berufen und ab Februar 2000 übernahm er den Vorstandsvorsitz der neu gegründeten T-Mobile International, unter der die wesentlichen Gesellschaften des Mobilfunk-Geschäftes der Deutschen Telekom zusammengefasst wurden. Unter Ricke konnte die Telekom ihre Position im Mobilfunk gegenüber dem Konkurrenten „Mannesmann“ behaupten. Zusammen mit dem damaligen Vorstandsvorsitzenden der Telekom Ron Sommer war Ricke im Jahr 2002 an der Übernahme von „Voicestream“ beteiligt, die damals wegen des hohen Preises umstritten war.

### Telekom-Vorstandsvorsitz
Im Mai 2001 wurde Ricke Vorstandsmitglied der Deutschen Telekom. Ricke verantwortete zuletzt als Chief Operating Officer (COO) die Mobilfunk- und Online-Aktivitäten der Deutschen Telekom. Seit dem 15. November 2002 war Kai-Uwe Ricke Vorstandsvorsitzender der Deutschen Telekom. Er übernahm das Amt von Helmut Sihler, der nach dem Rücktritt von Ron Sommer im Sommer 2002 als Interims-Chef die Geschäfte der Telekom führte. Damit trat Kai-Uwe Ricke die Nachfolge seines Vaters Helmut Ricke an, der von 1989 bis 1994 an der Spitze der Telekom stand. Im November 2006 drängte der Minderheitseigner Blackstone (Anteil 11/2006: 4,5 Prozent) auf eine Ablösung von Ricke. Anfänglich widersetzte sich noch der Telekom-Aufsichtsratsvorsitzende Klaus Zumwinkel den Forderungen. Als sich jedoch auch der Bund als Mehrheitseigner (Anteil 11/2006: 28 Prozent) Blackstones Forderungen anschloss, machte er den Weg für einen Nachfolger frei. Vermutungen der Wirtschaftspresse zufolge sollte dadurch der Einstieg eines ausländischen Managers verhindert werden. Am 12. November 2006 trat Ricke mit Wirkung zum Folgetag von seinem Amt zurück. Sein Nachfolger im Amt des Vorstandsvorsitzenden der Deutschen Telekom wurde René Obermann. Obermann ist Ricke seit Mitte der 1990er Jahre beim Verband der Anbieter von Telekommunikations- und Mehrwertdiensten freundschaftlich verbunden.
Auf seine Zeit als Vorsitzender des Vorstands des Unternehmens konzentrierten sich die gegen Ricke im Jahr 2008 aufgenommenen Untersuchungen der Staatsanwaltschaft Bonn wegen der so genannten Telekom-Bespitzelungsaffäre. Das Untersuchungsverfahren wurde später eingestellt.

### Telekom-Strategie
Beide verfolgten auch dieselbe Strategie zur Sanierung der Finanzen, dem Tenor der Wirtschaftspresse nach bestand deshalb kein sachlicher Grund für seine Ablösung. Rickes kooperativer Führungsstil machte ihn bei seinen Mitarbeitern beliebt. Er begann seinen Amtsantritt als Vorstandsvorsitzender der Deutschen Telekom mit einem Programm zum Schuldenabbau. Einen weiteren Akzent setzte er in seiner Amtszeit mit der Umstrukturierung der Telekom durch die Abkehr von Ron Sommers „Vier-Säulen-Strategie“ und dem Rückkauf der T-Online-Aktien durch die Telekom AG.
Im November 2005 kündigte er als Konsequenz des hohen Wettbewerbsdrucks den Abbau von 32.000 Stellen im gesamten Telekom-Konzern an.

### Ricke in der Zeit nach der Telekom
Ricke wurde am 20. Februar 2008 vom Amtsgericht Montabaur zum Mitglied des Aufsichtsrats der United Internet AG bestellt. Im August 2007 ließen Ricke und weitere Geschäftspartner die Fondsfirma German Private Equity Partners im Schweizer Handelsregister eintragen. Die im Steuerparadies Zug ansässige Firma sollte 500 bis 750 Millionen Euro einwerben, um damit Firmenübernahmen zu finanzieren. Sie war dabei jedoch nicht erfolgreich und wurde Ende Juni 2009 aufgelöst.
Ricke war außerdem für verschiedene Private-Equity-Gesellschaften aktiv. Neben seiner beratenden Tätigkeit für BC Partners war Ricke Aufsichtsrat von Kabel Baden-Württemberg, einer 100-prozentigen Tochtergesellschaft von EQT, Beirat von easycash, einer ehemaligen Portfoliofirma von Warburg Pincus, und Non Executive Chairman des Board of Directors von Apollo Europe Investment, einem europäischen Mezzanine Fund von Apollo. Ricke war zeitweise Board Member von Saudi Oger Telecom Ltd. Daneben gehörte er dem Aufsichtsrat des italienischen Versicherungsunternehmens Generali, Trieste an.
Seit 2010 ist Ricke als Executive Chairman des Boards von Delta Partners tätig, einer internationalen Investment- und Beratungsgesellschaft. Daneben saß er in mehreren Aufsichtsräten, wie z. B. Zalando Berlin, United Internet, Montabaur, euNetworks Singapore sowie SUSI Partners, Zürich, einem Fondsmanager. Ricke unterstützt die Harambe Entrepreneur Alliance und gehört dem Mentorennetzwerk von Benotat&Cie, Essen, an.

### Familie
Kai-Uwe Ricke ist verheiratet und hat (Stand 2000) zwei Kinder. Rickes Vater, Helmut Ricke, war zwischen 1990 und 1994 Vorstandsvorsitzender der Deutsche Bundespost Telekom. Sein jüngerer Bruder, Jens Ricke, ist seit 2017 Direktor der Klinik für Radiologie des Universitätsklinikums Großhadern.